# Rudolf Bamler
Rudolf Bamler est un général allemand, né le 6 mai 1896 à Kossebau et mort le 13 mars 1972 à Groß Glienicke, près de Berlin. Il a été Generalleutnant dans la Wehrmacht Heer (l'armée de terre du Troisième Reich) puis, quelques années plus tard, Generalmajor dans la Nationale Volksarmee, l’armée de la République démocratique allemande.

## Biographie
Le jour de son baccalauréat, Bamler, âgé de dix-sept ans, s'engage comme aide-drapeau dans le 59e régiment d'artillerie de campagne à Cologne.

### Abwehr
Rudolf Bamler est attaché à l'Abwehr à la tête de la section III (contre-espionnage) et il contribue à encourager une coopération plus étroite avec la Gestapo et la Sicherheitsdienst (SD). Ce rôle a également signifié que Bamler a maintenu un réseau d'informateurs à travers la société allemande égale à celui de la SD. Bien qu'il ait une relation personnelle difficile avec son supérieur Wilhelm Canaris, les deux hommes ont coopéré étroitement pour soutenir un ami de ce dernier: Francisco Franco durant la guerre civile espagnole.

### Seconde Guerre mondiale
Après le déclenchement de la Seconde Guerre mondiale, Rudolf Bamler est nommé chef d'état-major de la Wehrkreis VII (Munich), avant un transfert vers le même rôle dans la Wehrkreis XX (Dantzig). Bamler est ensuite nommé chef d'état-major du XXXXVII. Panzerkorps en 1940. De 1942 à 1944, il est chef d'état-major de l'armée allemande en Norvège sous les ordres du Général Nikolaus von Falkenhorst, après avoir atteint le grade de generalleutnant (lieutenant-général).

### Front de l'Est
Rudolf Bamler est ensuite déplacé sur le Front de l'Est. du 1er au 27 juin, il est nommé commandant de la 121. Infanterie-Division, avant d'être remplacé par Helmuth Priess. Il est simultanément commandant de la 12. Infanterie-Division.
Les Commandements de Bamler se sont terminés lorsqu'il se rend à l'Armée rouge le 27 juin 1944. Cependant aigri par ce qu'il voyait comme le sacrifice de sa division, Bamler fait défection à l'Union soviétique qui l'avait capturé.

### Les années après-guerre
Bamler installé dans l'Allemagne de l'Est et y travaille comme officier policier de la Stasi, de 1946 jusqu'à sa retraite en 1962. Il occupe également le rang de Generalmajor dans la Kasernierte Volkspolizei.

## Décorations
- Croix de fer (1914)
  - 2e Classe
  - 1re Classe
- Agrafe de la Croix de fer (1939)
  - 2e Classe
  - 1re Classe
- Croix allemande en Or le 12 mars 1942 en tant que Oberst et Chef des Generalstabes du XLVII.Panzerkorps
- Ordre du mérite patriotique (RDA)